# Pawel Alexandrowitsch Stroganow

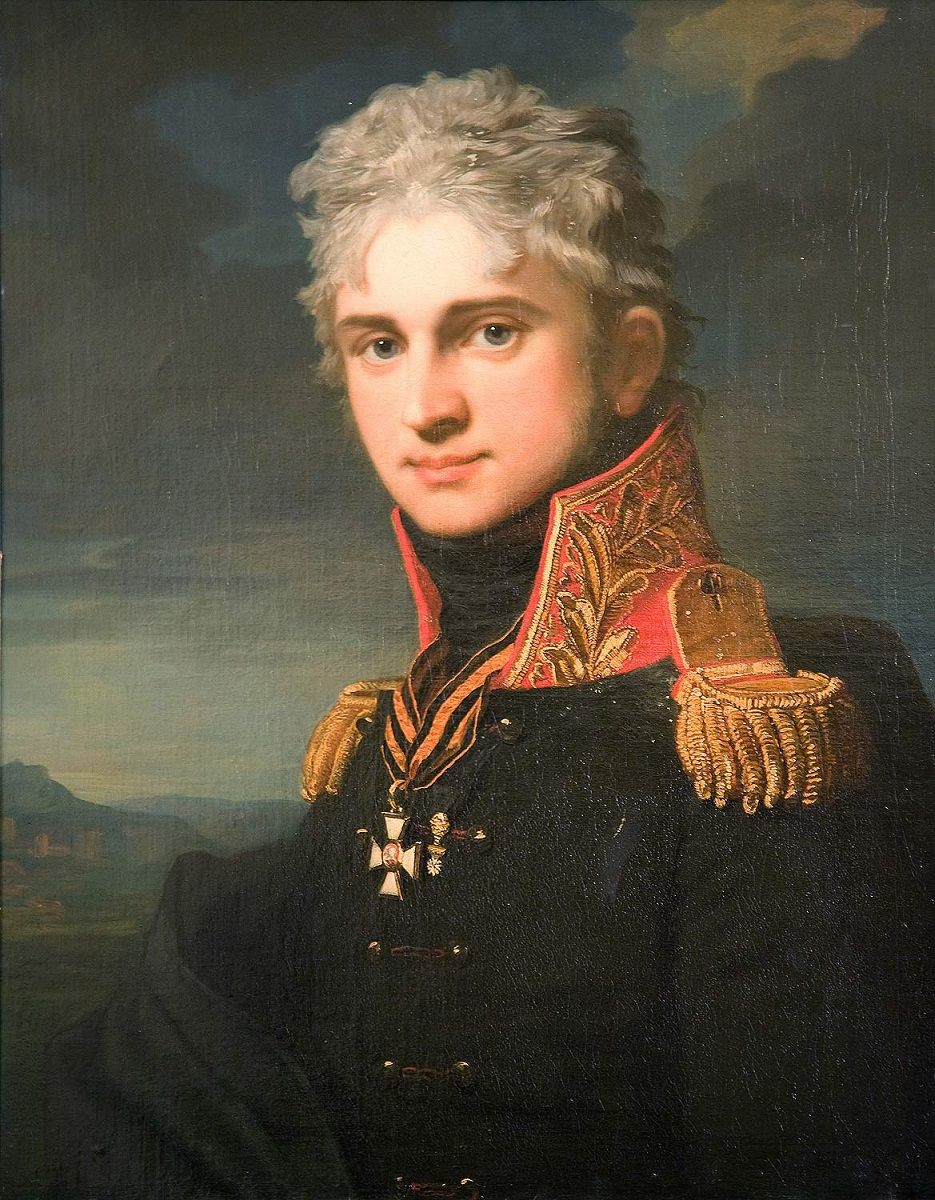
Pawel Alexandrowitsch Stroganow

Pawel Alexandrowitsch Graf Stroganow (russisch Павел Александрович Строганов; wissenschaftliche Transliteration Pavel Aleksandrovič Stroganov, * 7. Junijul. / 18. Juni 1774greg. in Paris; † 10. Junijul. / 22. Juni 1817greg. bei Kopenhagen) war ein russischer Generalleutnant, Senator sowie Mitglied des Geheimrats. Sein Patenonkel war der russische Zar Paul I., dadurch wurde er zum Jugendfreund des Zarewitsch Alexander Pawlowitsch.

## Leben

### Frühe Zeit
Geboren in Paris als Sohn des Grafen Alexander Sergejewitsch Stroganow (14. Januar 1733 – 9. Oktober 1811) und seiner zweiten Frau Jekaterina Petrowna, Tochter des Fürsten Peter Nikititsch Trubetzkoi. Unmittelbar nach der Hochzeit des Vaters mit Jekaterina Petrowna ging das Paar im Juli 1769 nach Paris. Im Jahr 1779, nach einem zehnjährigen Aufenthalt in Frankreich, kehrten Pawels Eltern nach St. Petersburg zurück. Sein Vater beauftragte den Erzieher Charles-Gilbert Romme mit der Erziehung seines Sohnes. Im selben Jahr verließ seine Mutter die Familie wegen einer früheren Liebschaft der Zarin Katharina II., Fürst Iwan Rimski-Korsakow. Sein Vater musste darauf den Sohn alleine großziehen. Um seine seelische Frustration vor dem Jungen zu verbergen, finanzierte ihm der Vater mit seinem Lehrer Romme längere Bildungsreisen durch Europa. Der junge Graf bereiste zunächst das nordwestliche Russland (1784), besuchte den Ladogasee und das Großherzogtum Finnland, kehrte um reiste nach Moskau, Kasan, Nischni Nowgorod und nach Perm. 1785 besuchte Pawel Alexandrowitsch mit dem Hauslehrer das Waldaigebiet, Nowgorod, Moskau und Tula. Im nächsten Jahr wurde Kleinrussland besucht und die Krim bereist. In der Zeit von 1787 bis 1789 reiste Pawel Stroganow durch ganz Europa, besuchte viele Länder wie die Schweiz, Italien, Österreich, Preußen und Frankreich und reiste eigenen Berichten zufolge auch nach Großbritannien. Zunächst besuchte er Rom und begann ab 1787 an der Universität Genf das Studium der Botanik. Stroganow befasste sich nebenbei mit Theologie, Chemie und Physik und hielt sich mit verschiedenen Sportarten vital, vor allem mit Fechten und Reiten. In seiner Freizeit unternahm er auch Ausflüge in die Berge und beschäftigte sich mit Mineralogie.
Nach längeren Aufenthalt in Genf folgte Januar 1790 im Zuge der Revolution die Reise nach Paris, wo Romme die „Gesellschaft der Gesetzesfreunde“ gründete und als Abgeordneter der Montagnards-Konvention fungierte. Unter Einfluss seines Lehrers wurde auch Stroganow unter einem fiktiven Namen Mitglied des Jakobiner-Klubs. Nach seiner Rückberufung aus dem Ausland bestimmte die mit seiner politischen Gesinnung unzufriedene Katharina II. ihm, seine Residenz in der Nähe von Moskau zu nehmen. 1791 wurde er zum Leutnant der Leibgarde des Preobraschenski-Regiments befördert und am 14. Februar 1792 zum Junker ernannt. Am Ende der Herrschaft von Katharina II. durfte er in die St. Petersburger Adelswelt zurückkehren. Als Patensohn von Paul I. wuchs er mit dessen Sohn Alexander I. auf, 1798 wurde er Kammerherr des Zaren. Nach dem Thronantritt von Alexander I. begann eine steile Karriere. Auf seine Anregung gründete Alexander im Juni 1801 das Geheime Komitee und wurde dessen aktivstes Mitglied. Am 8. September 1802 erhielt den Rang eines Geheimrates und wurde zum Berater des Innenministers ernannt, daneben hatte er diplomatische Aufgaben. Er begleitete Alexander I. im Feldzug von 1805 und nahm an der Schlacht von Austerlitz teil. Im Frühjahr 1806 wurde er nach London geschickt, wo er über die russisch-englische Annäherung anstrebte und wegen einer Koalition gegen Frankreich verhandelte. Am 14. Februar 1807 gab er seine Position als Vizeminister für auswärtige Angelegenheiten und im März auch das Amt des Senators auf. Nach dem Tod des Vaters im Jahr 1811 fielen alle Rechte an seinen einzigen Sohn Pawel Alexandrowitsch.

### Militärkarriere

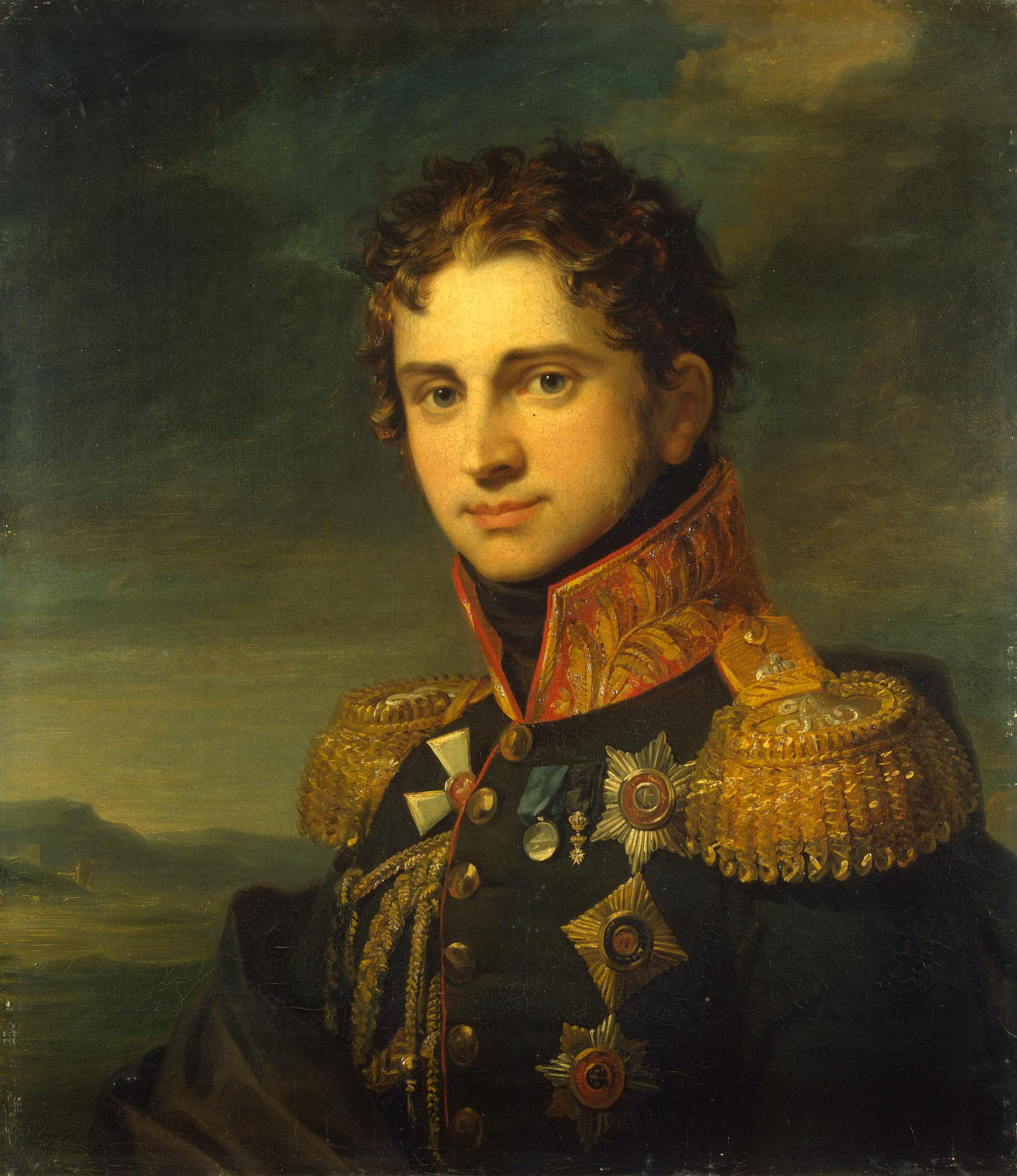
Pawel Alexandrowitsch Stroganow, nach George Dawe

Nach dem Ende des Feldzuges von 1807 wurde er offiziell in den Militärdienst aufgenommen. Nachdem er sich aus seinen politischen Aktivitäten zurückgezogen hatte, meldete er sich freiwillig für den Armee-Dienst, wo er zunächst ein Kosaken-Regiment befehligte und bald außerordentliche militärische Fähigkeiten aufzeigte. Am 21. Dezember 1807 erhielt er den Rang des Generalmajors und erhielt den Orden des Heiligen Georg 3. Klasse. Am 27. Januar 1808 trat in die Reihen des Ismailowsker-Leibgarde-Regiment ein, das am Russisch-Schwedischen Krieg 1808–1809 teilnahm. Er diente unter dem Kommando von General Peter Bagration und nahm an der Einnahme der Aland-Inseln teil. Von 1809 bis 1811 diente er bei der Donauarmee und zeichnete sich in mehrere Treffen gegen das Osmanische Reich aus. Er wurde mit einem goldenen Ehrensäbel mit der Aufschrift „Für Mut und Tapferkeit“ ausgezeichnet und erhielt den St. Anna Orden 1. Klasse und den St. Wladimir Orden 2. Klasse. Ab Mai 1809 führte er ein Grenadier-Regiment und wurde bald Chef einer Brigade der 1. Grenadier-Division. Am 15. November 1811 wurde er zum Generaladjutanten befördert. Am 7. September 1812 kommandierte er während der Schlacht von Borodino die 1. Grenadier-Division bei Utiza, dabei ersetzte er den verwundeten General Nikolai Tutschkow als Kommandeur des 3. Infanteriekorps. Am 30. Oktober 1812 erhielt er den Rang eines Generalleutnants. An der Spitze des 3. Infanteriekorps kämpfte er noch im gleichen Jahr in den Schlachten von Tarutino (18. Oktober), Malojaroslawetz (24. Oktober) und bei Krasnoje (15.–18. November). Vom 16. bis 19. Oktober 1813 nahm er an der Völkerschlacht bei Leipzig teil und wurde mit dem Orden des Heiligen Alexander Newski ausgezeichnet. Er führte dann die russische Truppen beim Sturm auf die Festung Stade bei Hamburg. Im Februar 1814 nach Beginn der Kampagne in Frankreich, führte er seine Truppen im Verband der Armee das Generals Wintzingerode. Er befehligte sein Korps in der Schlacht bei Craonne und den Gefechten bei Champaubert und Montmiral. Für seine Führung wurde ihm am 23. April 1814 der Orden des Heiligen Georg 2. Klasse verliehen. Am 3. September 1814 bekam er den Befehl über die 2. Garde-Division.

## Familie
Am 6. Mai 1793 heiratete er Sophie Golizyna, Tochter von Fürst Wladimir Borissowitsch Golizyn und seiner Frau Natalja Petrowna. Das Ehepaar hatte fünf Kinder:
- Alexander Pawlowitsch Stroganow (1794–1814)
- Natalja Pawlowna Stroganowa (1796–1872), alleinige Erbin der Stroganow-Güter, heiratete 1818 ihren Cousin Graf Sergei Grigorjewitsch Stroganow (1794–1882).
- Adelaide Pawlowna Stroganowa (1799–1882), Hofdame, Mitglied des Ordens der heiligen Katharina, heiratete 1821 Prinz Wassilij Sergejewitsch Golitzyn (1794–1836) und erbte 1845 das Schloss von Marino von ihrer Mutter. Sie ist die Großmutter von Pawel Pawlowitsch Golizyn, dem vorletzten Besitzer des Schlosses von Marino.
- Jelisaweta Pawlowna Stroganowa: (1802–1863), heiratete Prinz Iwan Dmitrijewitsch Saltykow (1797–1832).
- Olga Pawlowna Stroganowa: (1808–1837), heiratete Graf Pawel Karlowitsch Fersen (1800–1884).

Nach dem frühen Tod des einzigen Sohnes Alexander Pawlowitsch stürzte Graf Stroganow 1814 in Melancholie und begann das Interesse am Leben zu verlieren. Er suchte die Leiche seines Sohnes zwei Tage lang auf dem Schlachtfeld und hatte die schmerzhafte Aufgabe, den Körper des Sohnes nach Russland zu überführen. Um den Familienbesitz nicht zwischen den vier Töchtern aufteilen zu müssen, bat er 1816 den Zaren Alexander I., seinen unbeweglichen Besitz zum Krongut zu machen.